# Cryphia chlorocharis
Cryphia chlorocharis är en fjärilsart som beskrevs av Charles Boursin 1941. Cryphia chlorocharis ingår i släktet Cryphia och familjen nattflyn. Inga underarter finns listade i Catalogue of Life.